# 蘇俊榮
蘇俊榮，臺灣臺南佳里鎮人出身的行政官員，現任行政院人事行政總處人事長。曾任行政院人事行政總處政務副人事長，財政部財政資訊中心主任，財政部財稅資料中心主任，財政部財稅資料中心副主任，行政院研考會資訊管理處副處，行政院研考會資訊管理處簡任高級分析師，考試院科長等職。畢業於國立中興大學統計學系和美國波士頓大學電子計算機應用學系。